# Le Mesnil-Thomas
Le Mesnil-Thomas  es una población y comuna francesa, en la región de Centro, departamento de Eure y Loir, en el distrito de Dreux y cantón de Senonches.

## Demografía
| 333 | 301 | 254 | 286 | 250 | 290 |
| Para los censos de 1962 a 1999 la población legal corresponde a la población sin duplicidades (Fuente: INSEE [Consultar]) |     |     |     |     |     |